# Бёрр, Ричард
Ричард Моз Бёрр (англ. Richard Mauze Burr; род. 30 ноября 1955, Шарлоттсвилл, Вирджиния, США) — американский политический деятель, сенатор США от штата Северная Каролина. Член Республиканской партии.

## Биография
Ричард Моз Бёрр родился в 1955 году в Шарлотсвилле, штат Вирджиния. В 1978 году получил степень бакалавра в Университете Уэйк-Форест в Северной Каролине.
В июле 2004 года Бёрр выиграл праймериз среди республиканцев и стал кандидатом на место в Сенате США. На выборах 2010 года Бёрр стал первым республиканцем, избранным в Сенат от штата Северная Каролина. В 2016 году он снова смог переизбраться в Сенат. Во время предвыборной президентской кампании 2016 года Бёрр был советником Дональда Трампа.
Бёрр был женат на Брук Фаут, агенте по недвижимости. У пары двое сыновей — Тайлер и Уильям.